# Dekanat Kazimierz Dolny
Dekanat Kazimierz Dolny – jeden z 28 dekanatów w rzymskokatolickiej archidiecezji lubelskiej.

## Parafie
W skład dekanatu wchodzi 7 parafii:
- parafia NMP Matki Kościoła – Grabówki
- parafia św. Wawrzyńca – Karczmiska
- parafia św. Jana Chrzciciela i św. Bartłomieja Apostoła – Kazimierz Dolny
- parafia św. Klemensa i św. Małgorzaty – Klementowice
- parafia Znalezienia Krzyża Świętego i św. Andrzeja Apostoła – Końskowola
- parafia św. Wojciecha – Wąwolnica
- parafia św. Floriana i św. Urszuli – Wilków

na terenie dekanatu znajduje się 1 kościół rektoralny:
- kościół rektoralny Zwiastowania Najświętszej Maryi Panny – Kazimierz Dolny

## Sąsiednie dekanaty
Bełżyce, Garbów, Opole Lubelskie, Puławy, Zwoleń (diec. radomska)